# Ынтымак (Узгенский район)
Ынтымак (кирг. Ынтымак) — село в Узгенском районе Ошской области Кыргызстана. Входит в состав Кара-Ташского аильного округа. Код СОАТЕ — 41706  255 830 04 0

## Население
По данным переписи 2023 года, в селе проживало 268 человек.